# Xylotoles
Xylotoles là một chi bọ cánh cứng trong họ Cerambycidae. It contains several species, bao gồm Xylotoles costatus, once thought extinct.